# محمد عثمان ال خليفة
محمد عثمان ال خليفة ممثل ليبي اشتهر بتقديم العديد من الأعمال الفنية التلفزيونية وكذلك المسرح بدأ حياته الفنية عقب تخرجه من معهد جمال الدين للموسيقى والمسرح سنة 1993 وكان متفوق والأول على دفعته يعشق الثمتيل من سن 9 سنوات منذ الطفولة يشترك في المسرح المدرسي.

## نشأته وحياته
ولد في مدينة طرابلس يوم 19 مايو 1975 يحب المطالعة وركوب الخيول تخرج سنة 1993 من معهد جمال الدين الميلادي للموسيقى والمسرح وكان الأول على دفعته. بسبب حبه للثمتيل اتجه إلى طريق الفن وللعمل التلفزيوني والمسرحي حيث قدم العديد من الأعمال المرئية والمسرحية والسنمائية. متزوج ولديه طفلين.

## الأعمال المسرحية
- مسرحية ((ملحمة قورينا الخالدة)) سنة 2010
- مسرحية ((نزيف الحجر))عرض مسرحي للاديب إبراهيم الكوني وللمخرج احمد إبراهيم حسن سنة 2015
- مسرحية الرقص على انغام السيفون للكاتب احمد إبراهيم سنة 2015.
- مسرحية ((الميت الحي)).

## أعمال التلفزيونية
- مسلسل على هامش التاريخ سلسلة ((مقامات الحرمذاني)) للكاتب عمر رمضان وللمخرج الكبير عبد السلام رزق سنة 2002.
- مسلسل ((من اوراق الوراق))للكاتب عمر رمضان وللمخرج الكبير عبد السلام رزق سنة 2004.
- مسلسل التاريخي ((الذئب)) للمؤلف زناتي قدسية وللمخرج يوسف رزق سنة 1997.
- مسلسل ((مسلسل العمارة)).
- مسلسل المصري ((وعادت الحياة)) للمخرج المصري الراحل محمد عبد السلام سنة 1998.
- مسلسل ((النصيب))
- مسلسل ((عياد))للكاتب سراج هويدي وللمخرج أسامة رزق سنة 2015.
- مسلسل ((ليبيات))للمخرج مؤيد زابطية، انطلق في عام 2006 علي قناة الليبية الفضائية يحاكي المسلسل قضايا ومواضيع اجتماعية في قالب كوميدي تنتقد الاوضاع السياسية في تلك السنوات.
- مسلسل ((ليبيات))للمخرج مؤيد زابطية سنة 2010.
- مسلسل ((ليبيات فري))للمخرج مؤيد زابطية سنة 2012.
- مسلسل ((فوبيا))سنة 2013 للكاتب سراج هويدي وللمخرج أسامة رزق.
- مسلسل ((دراجنوف))للكاتب سراج هويدي وللمخرج أسامة رزق سنة 2014.
- مسلسل الدرامي ((روبيك))والذي تحصل على جائزة سيبتيموس لأفضل مسلسل رمضاني لسنة 2017 وتم عرضه على عدة قنوات عربية منها قناة ناي اللبنانية للكاتب سراج هويدي وللمخرج أسامة رزق إنتاج سنة 2016.
- مسلسل الزعيمان المخرج أسامة رزق إنتاج سنة 2020.

## أعماله السينمائية
- فيلم ((العشوائي)) للكاتب سراج هويدي وللمخرج أسامة رزق سنة 2015.
- فيلم ايمان للمخرج مؤيد زابطيه 2017.

## الجوائز
- متحصل على جائزة سيبتيموس أفضل ممثل دور أول: عن دوره في مسلسل دراجنوف.
- متحصل على جائزة ممثل لسنة 2017 عن دوره في مسلسل روبيك 2017.